# Mona Louise Parsons
Mona Louise Parsons, née le 17 février 1901 à Middleton et morte le 28 novembre 1976 à Wolfville, est une actrice, infirmière et résistante canadienne.

## Biographie
Pendant la Seconde Guerre mondiale, elle est membre d'un réseau informel de résistance aux Pays-Bas de 1940 à 1941. Elle est la seule canadienne à être emprisonnée par les nazis et une des premières à être jugée par un tribunal militaire nazi aux Pays-Bas.
Elle a reçu une recommandation pour sa bravoure en aidant les aviateurs alliés à échapper à la capture par Arthur Tedder de la Royal Air Force (RAF) au nom du peuple britannique, et de Dwight D. Eisenhower, au nom du peuple américain.
Une statue en bronze de 2,4 mètres de hauteur est érigée en 2017 en son honneur devant le bureau de poste de Wolfville.